# Косичи (Могилёвская область)
Коси́чи (бел. Касі́чы) — деревня в составе Холстовского сельсовета Быховского района Могилёвской области Белоруссии.
До 2013 года входила в состав упразднённого Борколабовского сельсовета.
Население (2010 год) — 95 человек.

## История
В 1913 году действовала школа.